# Kent Taylor
Kent Taylor właściwie Louis William Weiss (ur. 11 maja 1907 w Nashua, zm. 11 kwietnia 1987 w Los Angeles) – amerykański aktor filmowy i telewizyjny.

## Filmografia
Seriale
- 1951: Boston Blackie jako Boston Blackie
- 1957: Zorro jako Carlos Murietta
- 1959: Tightrope jako Harry Brockton
- 1964: Voyage to the Bottom of the Sea jako Johnson

Filmy
- 1931: The Road to Reno jako jeden z wielbicieli Jackie
- 1932: Jedna godzina z tobą jako gość na przyjęciu przywitany przez Colette (niewymieniony w czołówce)
- 1932: Blond Venus jako turysta (niewymieniony w czołówce)
- 1932: Pod znakiem Krzyża jako widz (niewymieniony w czołówce)
- 1933: Nie jestem aniołem jako Kirk Lawrence
- 1934: Imperatorowa jako Paul (niewymieniony w czołówce)
- 1935: Two-Fisted jako Clint Blackburn
- 1940: I Take This Woman jako Phil Mayberry
- 1955: Miasto duchów jako Anse Conroy
- 1974: Girls for Rent jako Joe Moreno

## Wyróżnienia
Posiada dwie gwiazdy na Hollywoodzkiej Alei Gwiazd.